# Murat (commune déléguée)
Pour les articles homonymes, voir Murat.
Murat (commune déléguée) est une ancienne commune française située dans le département du Cantal en  région Auvergne-Rhône-Alpes.
Elle fusionne le 1er janvier 2017 avec la commune de Chastel-sur-Murat pour constituer la commune nouvelle de Murat. Elle est le chef-lieu de cette nouvelle commune.

## Géographie

### Localisation
Murat est située au pied des contreforts orientaux des monts du Cantal, dans la vallée de l'Alagnon, qui était le principal lieu de passage au travers du Massif central. Elle est entourée par trois rochers basaltiques qui sont les vestiges d'anciennes cheminées volcaniques : le rocher de Bredons, où se trouve un prieuré, le rocher de Bonnevie, où se trouve la statue de Notre-Dame de la Haute-Auvergne et le rocher de Chastel. Un marché a lieu chaque vendredi matin.

### Transports
Murat est directement reliée par des routes départementales aux deux principales villes du département : Aurillac (49 km) et Saint-Flour (26 km). La station de ski du Lioran se trouve à mi chemin sur la route d'Aurillac.
Murat est desservi par le train qui assure le transport de voyageurs vers le nord jusqu'à Clermont-Ferrand (avec une correspondance éventuellement à Neussargues) et vers le sud jusqu'à Aurillac et Figeac. Murat se trouve sur la Ligne de Figeac à Arvant qui comporte une voie unique non électrifiée à fort gradient. Celle-ci a fait l'objet d'une remise à neuf au début des années 2010.

## Toponymie

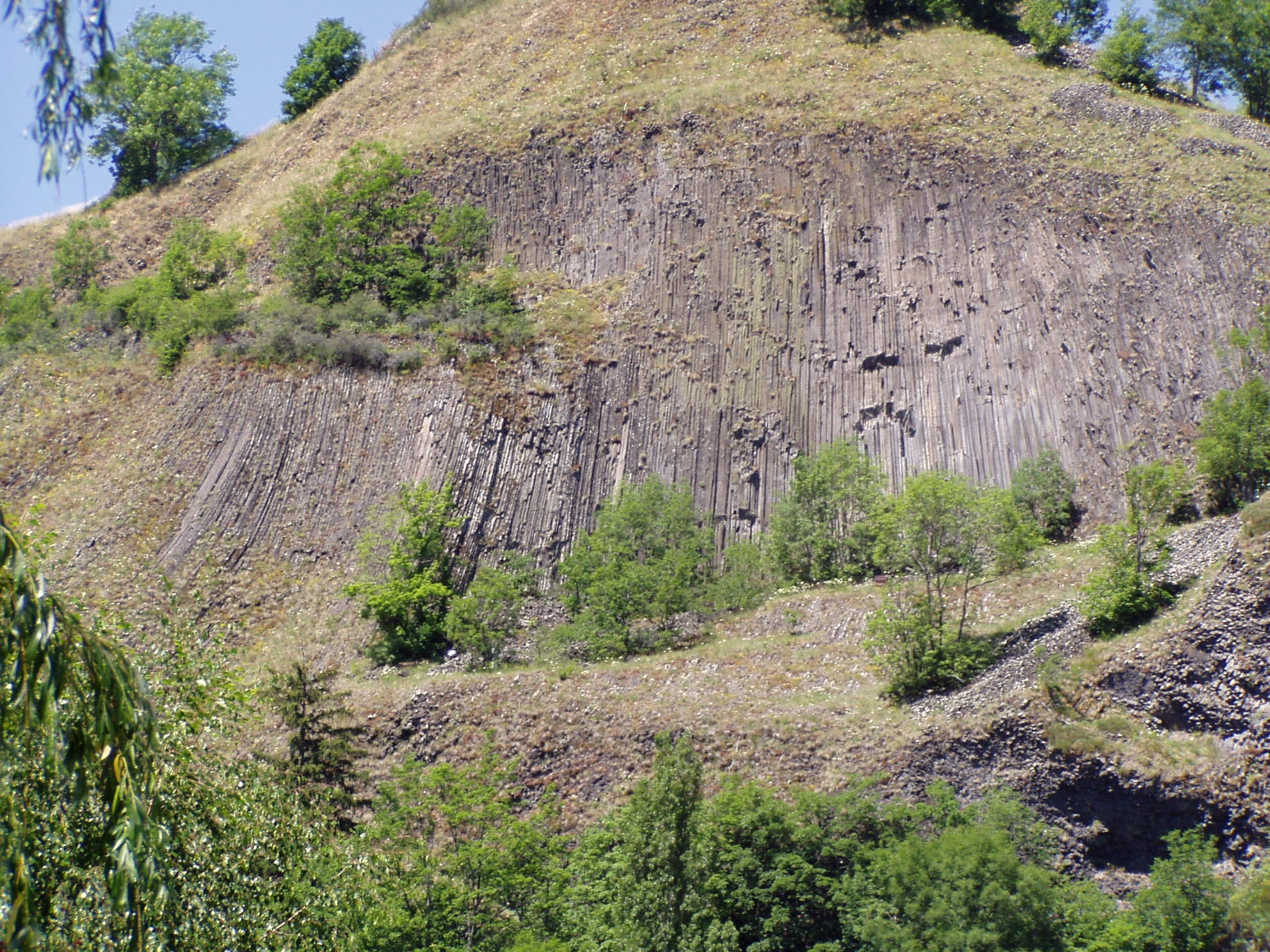
Orgues du rocher de Bonnevie.

Attestée sous les formes Muratum en 1095, de Murat en 1279 .
Il est actuellement retenu que le toponyme vient du terme générique de langue occitane Murat qui désigne, notamment au Moyen Âge, un village fortifié. C'est un toponyme occitan fréquent que l'on retrouve par exemple à Murat-sur-Vèbre, dans le Tarn.
Ce terme d'ancien occitan est lui-même une dérivation directe du latin muratus, qui signifie « agglomération entourée de murs »,. La ville corse de Murato vient également de cette racine latine via le corse.

## Histoire
L'origine de Murat est inconnue. La première mention historique remonte à 270 apr. J.-C. : son nom est indiqué dans les prédications de saint Mamet, venu apporter les « lumières de l'évangile » dans la région. Il n'existe pas d'autre témoignage jusqu'en 1008. À cette date, un document indique que Murat est une vicomté puissante, avec un château établi depuis longtemps. La ville est alors une place fortifiée. En 1283, elle est dénommée dans un traité « Castrum apud castrum de Murat », c'est-à-dire « forteresse appuyée au château de Murat. Un document indique qu'en 1044, Henri le Noir, le roi de Germanie, aurait assiégé le château mais ce fait est peu vraisemblable.
Il existe un Grand Sceau en bronze du Seigneur de Rochafort Seigneur de Murat (60 mm), figurant un chevalier coiffé d'une cervelière (ca) XIIe-XIIIe,.

### Moyen Âge
On possède plus de renseignements sur cette époque. La vicomté de Murat était très vaste et dépendait de la vicomté de Carlat ; ses vicomtes rendaient hommages aux vicomtes de Carlat.
Lors de son dénombrement en 1697, elle comprenait :
- 25 châteaux forts,
- 29 châteaux,
- 59 villages et
- 110 fiefs.

Les revenus de la ville provenaient de la vente des bovins de race Salers et des fromages, exportés généralement vers le midi. Le blé occupait aussi une part importante du commerce. Les habitants de Murat obtinrent les privilèges de municipalité : permission en 1263 aux habitants d'élire trois consuls (qui n'avait qu'un pouvoir exécutif, les décisions importantes étant prises par les habitants réunis au son de la cloche), droit d'octroi sur toute marchandise pesée au poids de la commune, droit d'usage dans les bois du seigneur.
La charte de la ville  de cette époque fournit certaines informations sur le cadre juridique et les peines encourues : 
- les affaires de meurtre ou de blessure relevaient de la juridiction seigneuriale ;
- dans le cas d'un coup de poing, le belliqueux devait payer une amende de 7 sols du Puy ;
- un mari ou une femme infidèle était fouetté ;
- autour de la ville ; un voleur de fruit ou légume devait restitutier ou dédommager le propriétaire et s'acquitter en  plus d'une amende de 3 sols (7 si le vol a eu lieu la nuit).

Durant cette époque, Murat a subi à plusieurs reprises des dommages liés aux guerres et aux conflits entre seigneurs. En 1265, le seigneur d'Apchon vient ravager des terres de la vicomté (le vicomte part en guerre et le fait prisonnier). Mais la période la plus noire fut celle de la guerre de Cent Ans : en 1357, les Anglais qui occupent Brioude viennent piller Murat. Ils reviennent cinq ans après, saccager les alentours de Murat, détruisant à cette occasion trois châteaux des environs (voir château de Bonnevie). À la suite de ces guerres, la ville perd la moitié de ses habitants. Une deuxième puis une troisième enceinte sont construites.

### Temps modernes
Le XVIIe siècle est caractérisé par des famines et épidémies : en 1630, le nombre de décès double, une grande famine éclate en 1632, l'hiver de 1649 se prolonge à tel point que les gens demandent des prières publiques, l'hiver de 1663 est très dur et, en 1693-1694, la ville subit 180 décès en quelques mois. En 1696, Marcelline Pauper de la Congrégation des sœurs de la charité de Nevers, fonde une Maison de son ordre dans la ville de Murat pour venir en aide aux malheureux. Paradoxalement, c'est durant ce siècle que la ville se développe le plus. Les commerces sont florissants : une vingtaine d'auberges et d'hôtels, une trentaine de tisserands, une quinzaine de boucheries et de médecins, des avocats, notaires, procureurs, orfèvres, lapidaires, sculpteurs, peintres.

### Révolution française et Empire
Les révolutionnaires de Murat avaient une importante préoccupation : donner une place importante à Murat dans le nouveau découpage administratif. Ils réussissent assez bien : la ville est érigée en commune en 1790 par démembrement de Bredons et devient chef-lieu de district, au détriment d'Allanche. Durant cette période, l'église Saint-Martin est utilisée comme halle au blé, l'hôpital est transféré au couvent Saint-Gal et les administrations prennent place au couvent des dominicaines. Tous les suspects sont envoyés à Aurillac : les Muratais ne verront pas la guillotine.

### Époque contemporaine
La restauration, la monarchie de juillet et la révolution de 1848 ont peu d'impact sur Murat. Mais il faut noter l'arrivée du chemin de fer en 1866 qui vient rompre l'isolement de la ville et qui est réalisée par la Compagnie du chemin de fer du Grand Central.

#### Les deux guerres mondiales
Au XXe siècle, les deux guerres mondiales provoquent de lourdes pertes pour Murat. 102 jeunes Muratais périssent lors de la guerre de 1914-1918 et 7 autres pendant la campagne de 1939-1940.

#### Les Maquisards de la Seconde guerre mondiale

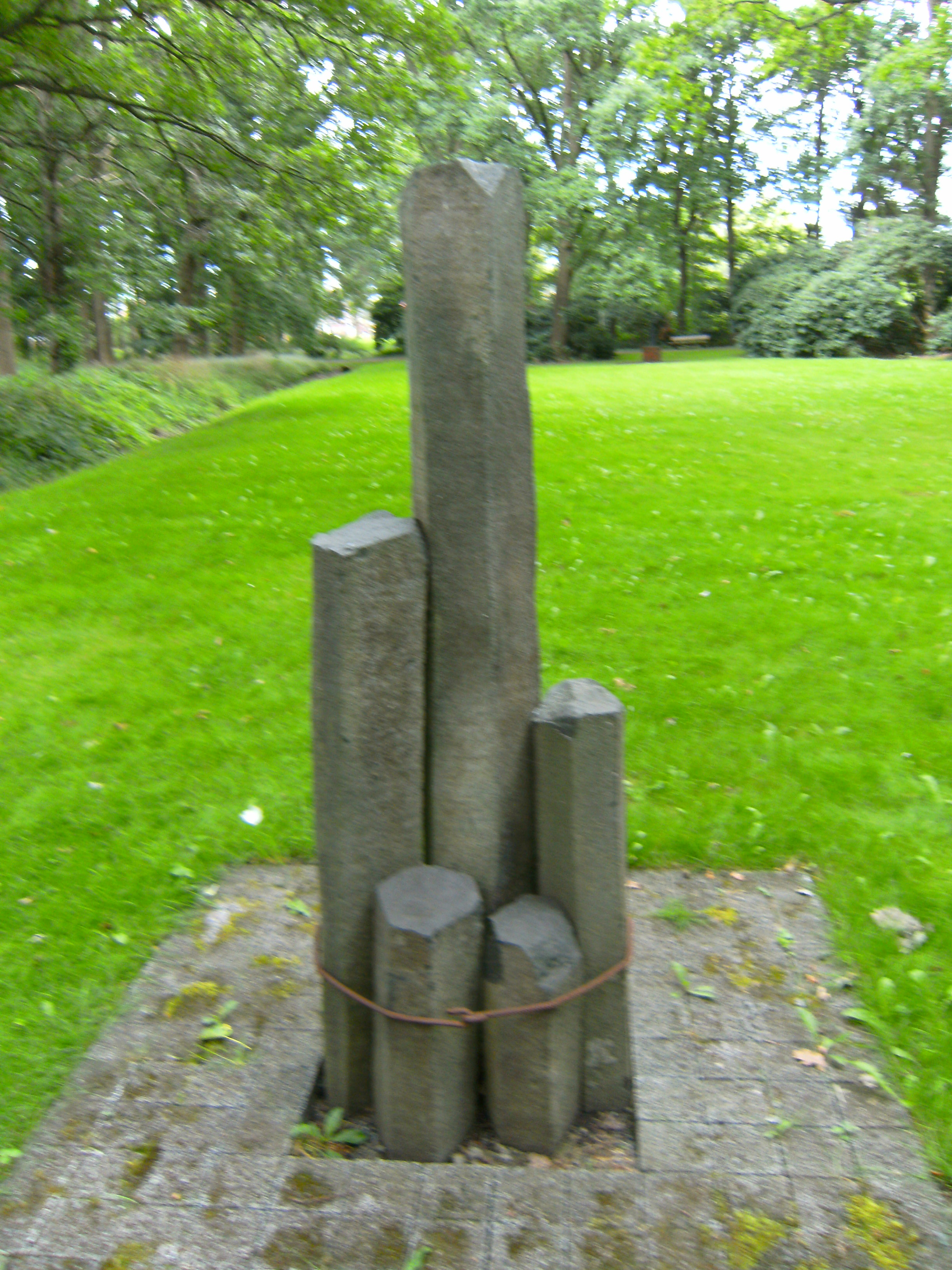
Hamburg, Mémorial du Camp de concentration de Neuengamme: bois mémorial, monument pour les maquisards déportés et assassinés de Murat (Cantal).

Mais l'hécatombe découle des déportations. Le 12 juin 1944, peu après le débarquement en Normandie, alors que des gendarmes allemands accompagnés de miliciens viennent procéder à des « arrestations », une soixantaine de résistants pénètrent dans Murat, y prennent position puis ouvrent le feu sur les Allemands. Ces derniers commencent d'abord par se défendre, mais finissent par battre en retraite avec quelques otages. L'opération provoque la mort d'Hugo Geissler, le chef du KDS, ainsi que de six gendarmes et deux miliciens, tandis que les résistants ne comptent qu'un blessé léger. Les Allemands reviennent en représailles le 24 juin. Ils détruisent dix maisons, « contrôlent » 300 personnes et en gardent captives 117, tous des hommes âgés de 16 à 50 ans. 87 ne reviendront pas des camps de concentration. Les Français de Murat furent déportés, via Compiègne, certains vers Neuengamme et la plupart vers Bremen-Farge. La commune est décorée de la Croix de guerre 1939-1945.
Au début de juin 2012, la ville de Murat dévoile un monument commémoratif à Neuengamme pour se souvenir de ce qui s'était passé à Murat et pour garder la mémoire des habitants déportés et morts,,
. Les colonnes de basalte de Murat (commune déléguée) font témoignages pour le deuil et le souvenir pour les maquisards qui, en juillet 1944, étaient déportés et au cours du temps conduits à la mort dans le camp de Neuengamme et ses dépendances : des 103 hommes, 75 étaient tués.

### Tendances politiques et résultats

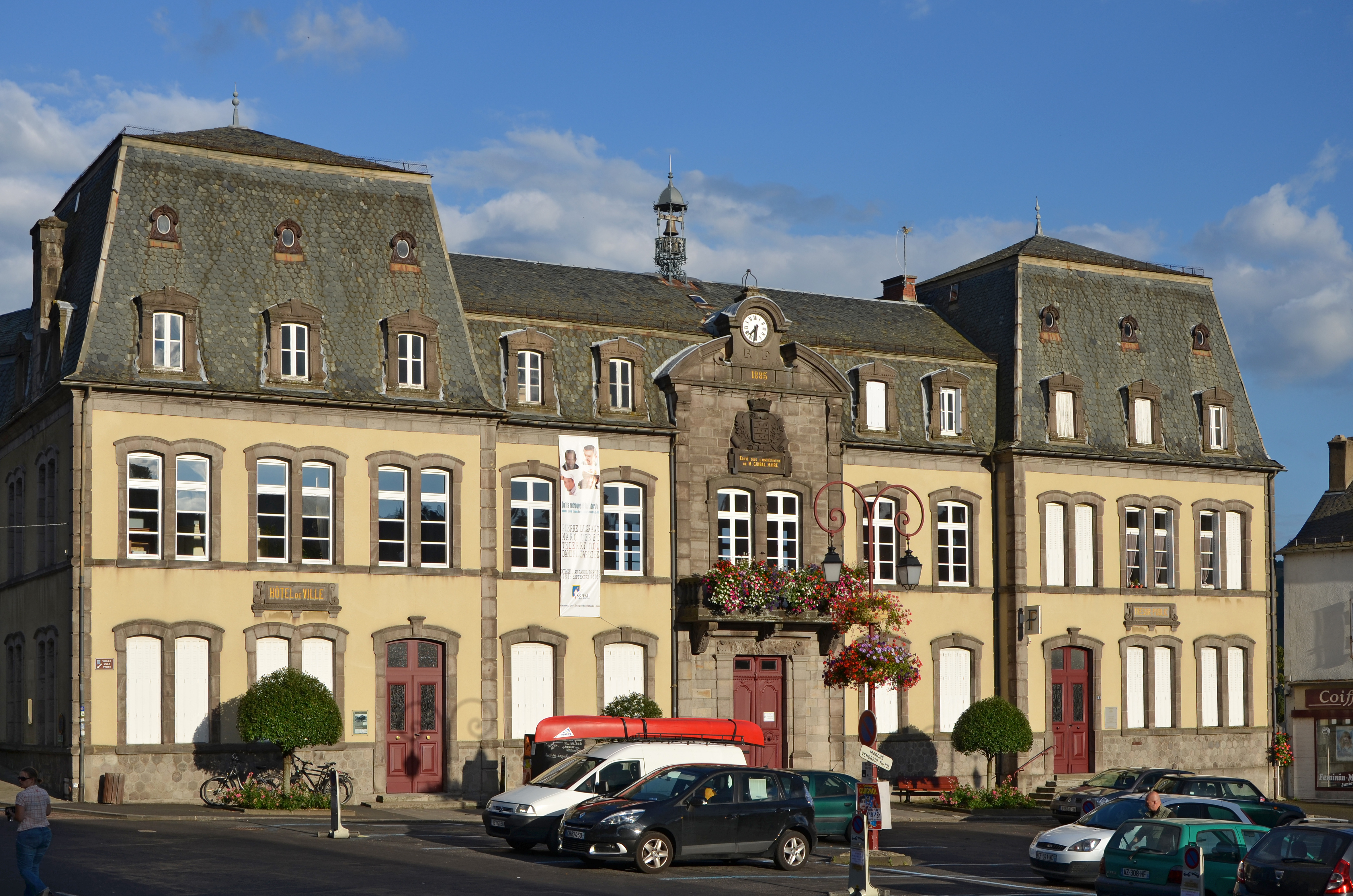
Hôtel de ville.

## Politique et administration

### Liste des maires
| Période   | Période       | Identité         | Étiquette | Qualité                                 |
| --------- | ------------- | ---------------- | --------- | --------------------------------------- |
| mars 2014 | décembre 2016 | Gilles Chabrier  | DVD       | commerçant                              |
| mars 2008 | mars 2014     | Bernard Villaret | DVD       |                                         |
| mars 2001 | mars 2008     | Martine Mahtouk  | UMP       | conseillère régionale                   |
| 1983      | mars 2001     | Emmanuel Grèze   | RPR       | conseiller général, conseiller régional |

Source

### Jumelages
- Olonne-sur-Mer (France)

## Population et société

### Démographie
L'évolution du nombre d'habitants est connue à travers les recensements de la population effectués dans la commune depuis 1793. À partir du 1er janvier 2009, les populations légales des communes sont publiées annuellement dans le cadre d'un recensement qui repose désormais sur une collecte d'information annuelle, concernant successivement tous les territoires communaux au cours d'une période de cinq ans. 
Pour les communes de moins de 10 000 habitants, une enquête de recensement portant sur toute la population est réalisée tous les cinq ans, les populations légales des années intermédiaires étant quant à elles estimées par interpolation ou extrapolation. Pour la commune, le premier recensement exhaustif entrant dans le cadre du nouveau dispositif a été réalisé en 2007,.
En 2014, la commune comptait 1 880 habitants, en évolution de −7,16 % par rapport à 2009 (Cantal : −1,19 %, France hors Mayotte : +2,49 %).
| 1793  | 1800  | 1806  | 1821  | 1831  | 1836  | 1841  | 1846  | 1851  |
| ----- | ----- | ----- | ----- | ----- | ----- | ----- | ----- | ----- |
| 2 618 | 2 298 | 2 465 | 2 463 | 2 941 | 2 503 | 2 650 | 2 591 | 2 699 |

| 1856  | 1861  | 1866  | 1872  | 1876  | 1881  | 1886  | 1891  | 1896  |
| ----- | ----- | ----- | ----- | ----- | ----- | ----- | ----- | ----- |
| 2 536 | 2 604 | 2 666 | 2 861 | 3 053 | 3 011 | 3 141 | 3 203 | 3 391 |

| 1901  | 1906  | 1911  | 1921  | 1926  | 1931  | 1936  | 1946  | 1954  |
| ----- | ----- | ----- | ----- | ----- | ----- | ----- | ----- | ----- |
| 3 099 | 3 071 | 2 831 | 2 717 | 2 628 | 2 749 | 2 468 | 2 504 | 2 435 |

| 1962  | 1968  | 1975  | 1982  | 1990  | 1999  | 2007  | 2010  | 2014  |
| ----- | ----- | ----- | ----- | ----- | ----- | ----- | ----- | ----- |
| 2 438 | 2 587 | 2 605 | 2 435 | 2 409 | 2 153 | 2 053 | 1 983 | 1 880 |

## Économie

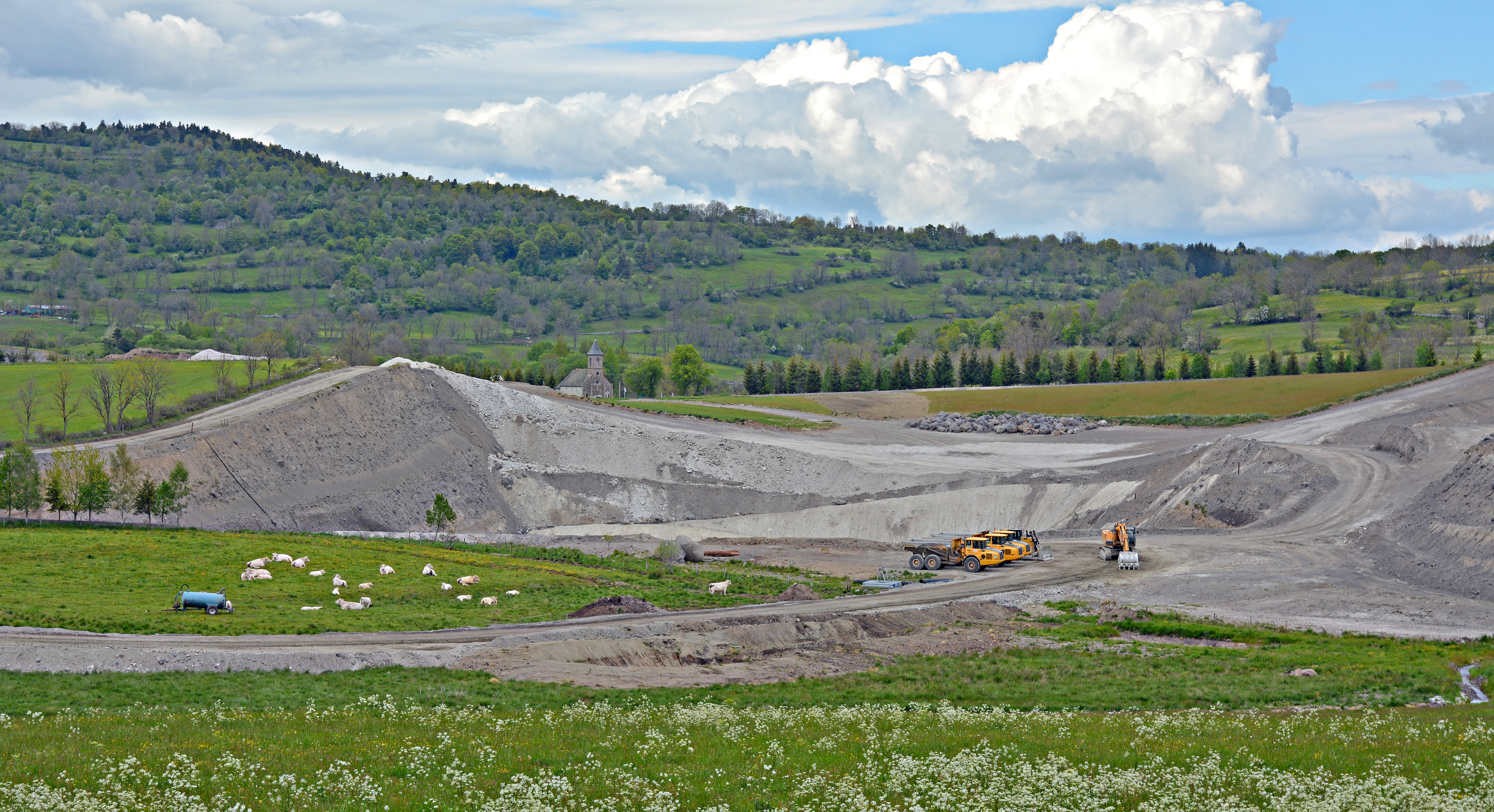
Un gisement à ciel ouvert de diatomite est exploité et transformé dans une usine située à Murat.

La ville possède plusieurs établissements du secteur agro-alimentaire à destination des exploitations agricoles environnantes : affineur (transformation du lait), minoterie, alimentation pour bétail. La diatomite, forme fossilisée des diatomées utilisée comme adjuvant de filtration de produits alimentaires (vin, bière…) est extraite  d'une carrière  proche et est transformée par calcination. La ville fait office de pôle de services pour les communes voisines grâce notamment à la présence d'un tissu de commerces et d'un hôpital de 2e classe. Enfin les monts du Cantal et la partie ancienne de la ville génèrent une activité touristique significative.
La commune a construit sept centres de télétravail, dotés de l'équipement professionnel nécessaire à un salarié : Internet en Wi-Fi, imprimante, visioconférence et salle de réunion.

## Culture locale et patrimoine

### Lieux et monuments

#### À Murat
- la vieille ville médiévale qui refusa d'être fortifiée, d'où la fameuse citation : « Un mur mura Murat et Murat murmura »[20]. Murat compte de nombreuses maisons médiévales et renaissance, dont sept bâtiments protégés, inscrits à l'Inventaire des monuments historiques :
  - le pavillon des Halles (en face de la collégiale) : bel exemple des constructions à charpente métallique du XIXe siècle ;
  - la collégiale Notre-Dame-des-Oliviers (place Gandilhon-Gens-d'Armes) : construite entre le XIIe et le XIVe siècle, elle a été progressivement agrandie par la suite. La partie sud du bâtiment a été dégagée en 1926 ;
  - l'ancienne maison du bailliage[21] (place Gandilhon-Gens-d'Armes) : maison du XVIe siècle, témoin important du passé historique de Murat, présentant une maçonnerie en pierres volcaniques jointoyées à chaux ;
  - la maison style Renaissance (place Marchande) : présente un bel appareillage de pierres taillées dans du trachyte ;
  - la maison de Traverse dite maison du médecin du roi, construite vers 1530. Les façades sont percées de fenêtres à meneaux encadrées de pinacles. La bâtisse présente une tour d'escaliers dont la très belle porte d'entrée arbore un double linteau. La pièce principale au premier étage conserve un magnifique et rare plafond mouluré dit en "anse de panier". Acquise par Jean de Traverse au XVe siècle, la bâtisse évolue vers une architecture de style Renaissance. Guillaume de Traverse, conseiller et médecin de Charles VII fut anobli en 1459. Son fils Jean fut également médecin. Au rez de chaussée une des dernières échoppes de Murat avec sa pierre servant d'étal devant la vitrine.
  - le tribunal (rue du Faubourg-Notre-Dame) : ancien couvent des Dominicaines enseignantes de Sainte-Catherine-de-Sienne, reconstruit après l'incendie de 1771[22] ;
  - la maison consulaire[23] (rue du Faubourg-Notre-Dame): façade de la fin du XVe siècle coupée par deux bandeaux aux tranches moulurées en doucine ;
  - la ferme de la Pradal.
- la  maison de la Faune, musée situé dans un ancien hôtel particulier du XVIe siècle et dont les collections illustrent la richesse de la faune locale et exotique.
- le prieuré Sainte-Thérèse.
- le jacquemart de la maison Gaudron[24].

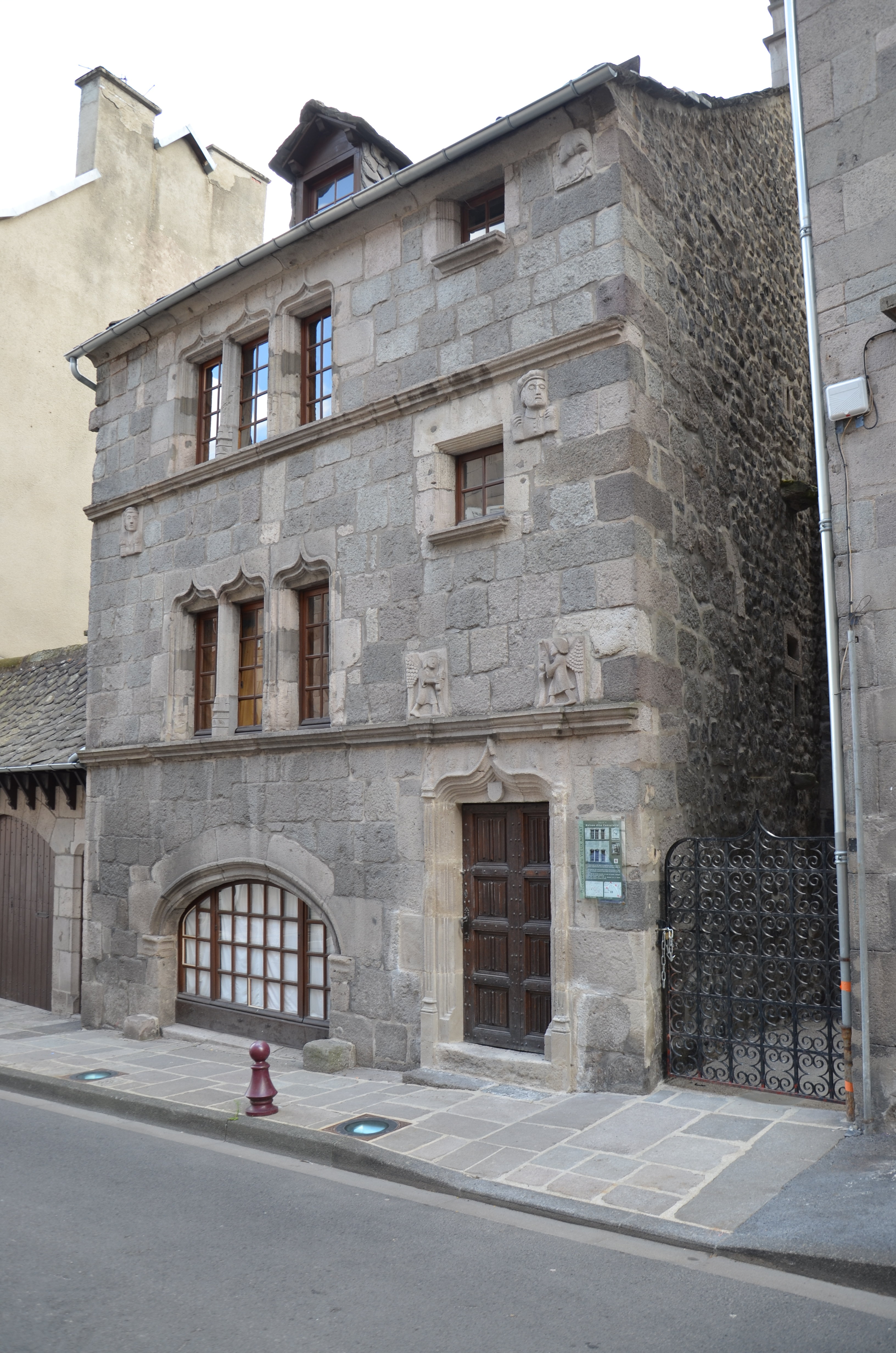
Maison consulaire.
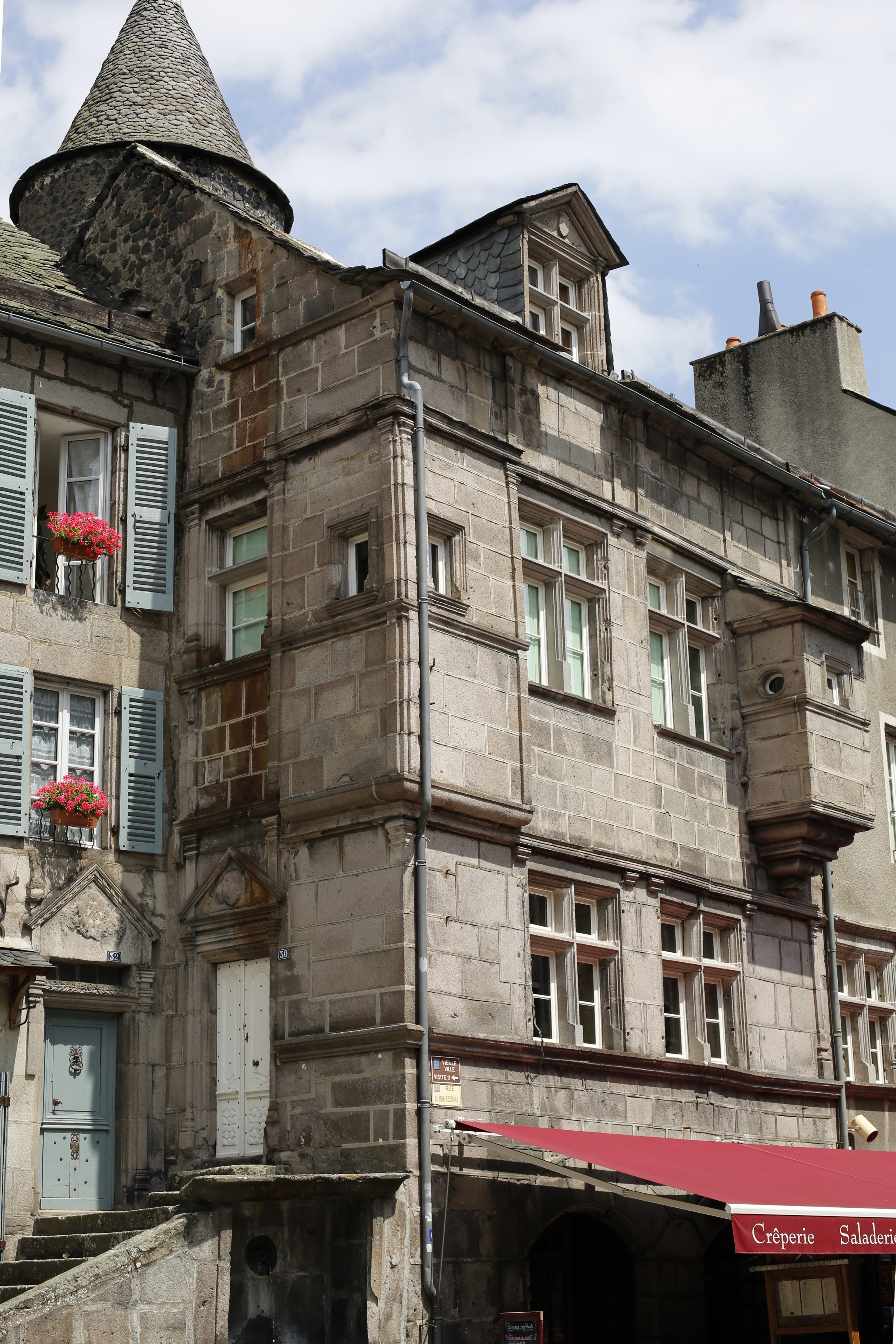
Maison Hurgon.
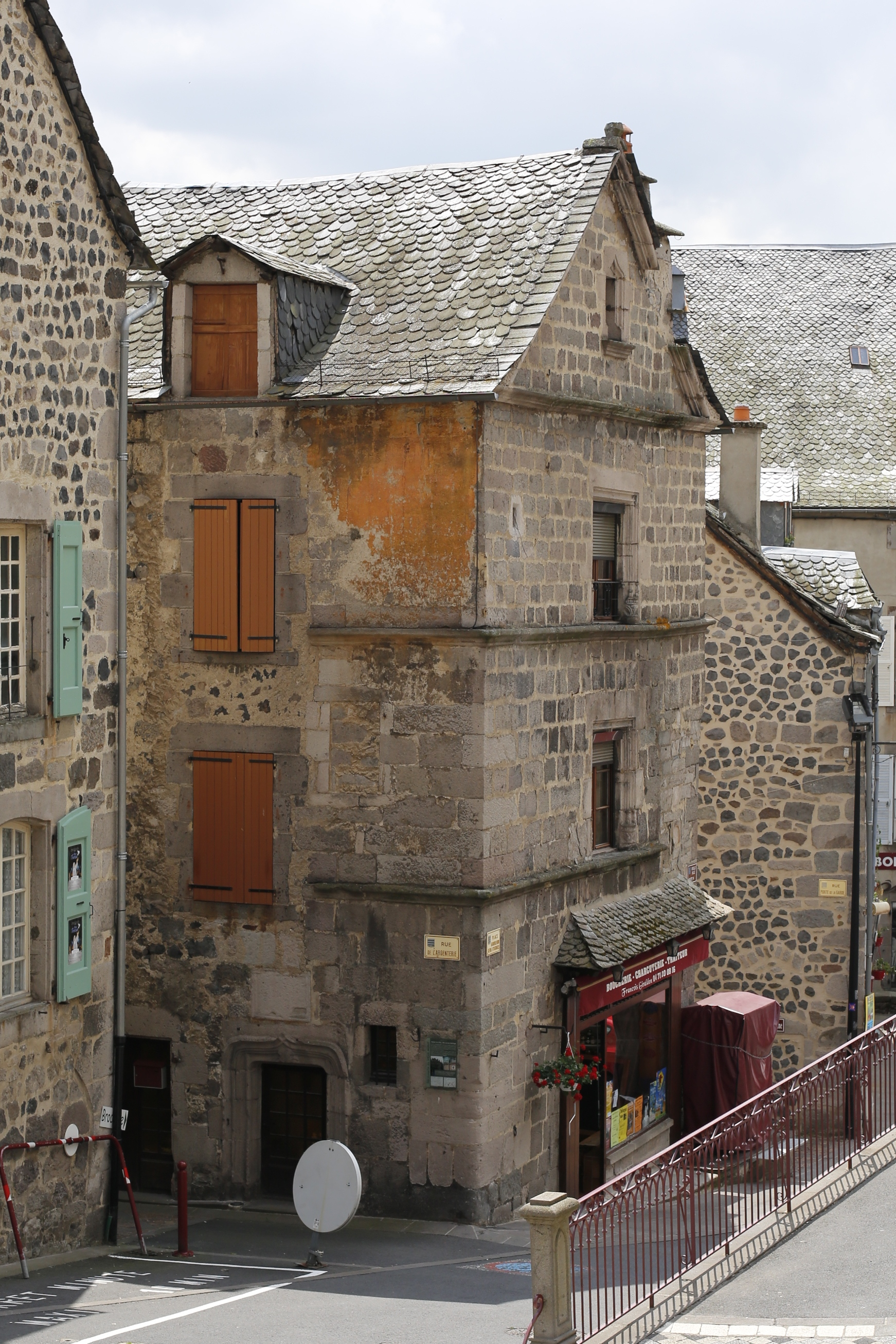
Maison dite du bailliage.
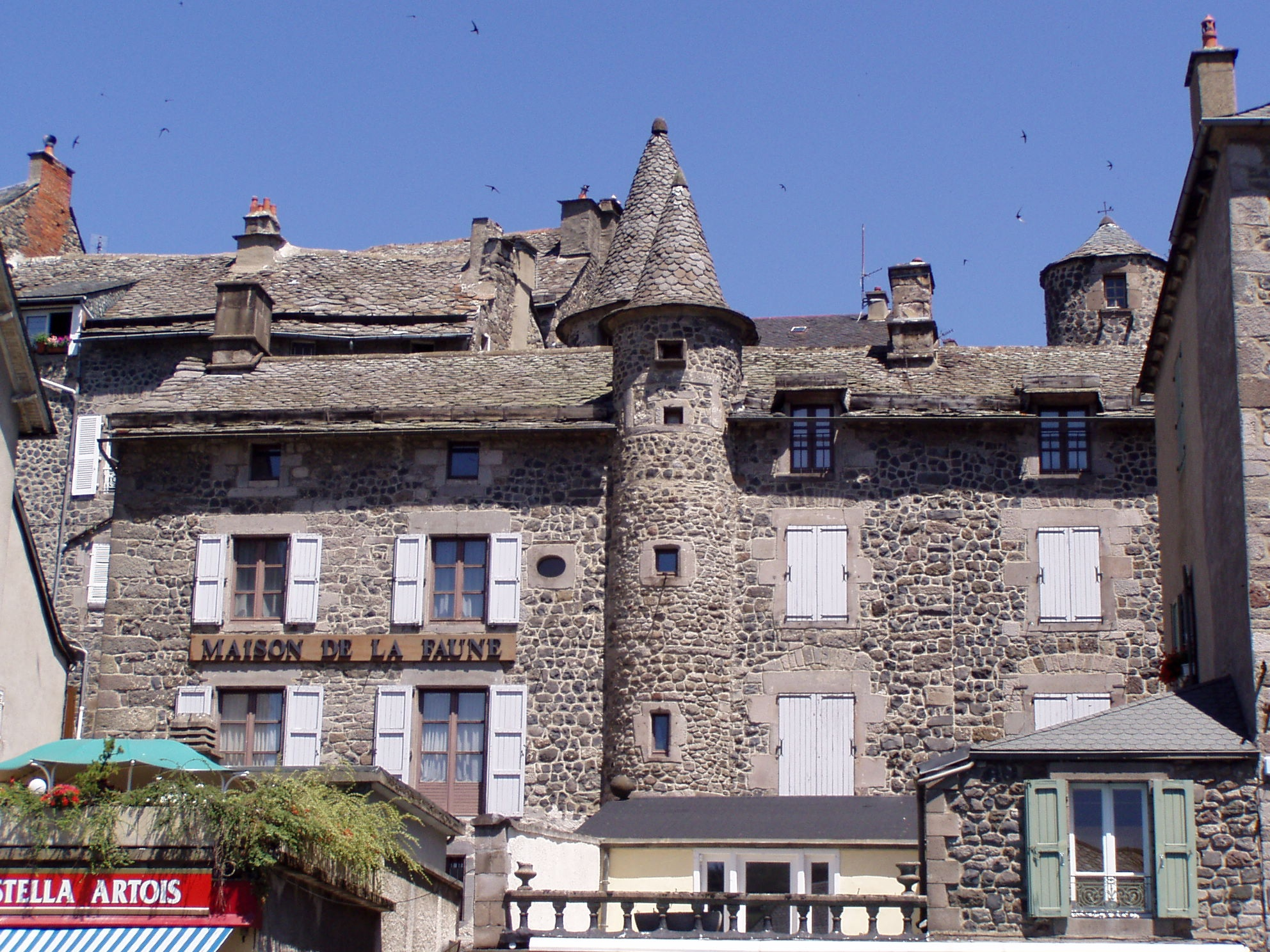
La maison de la Faune.
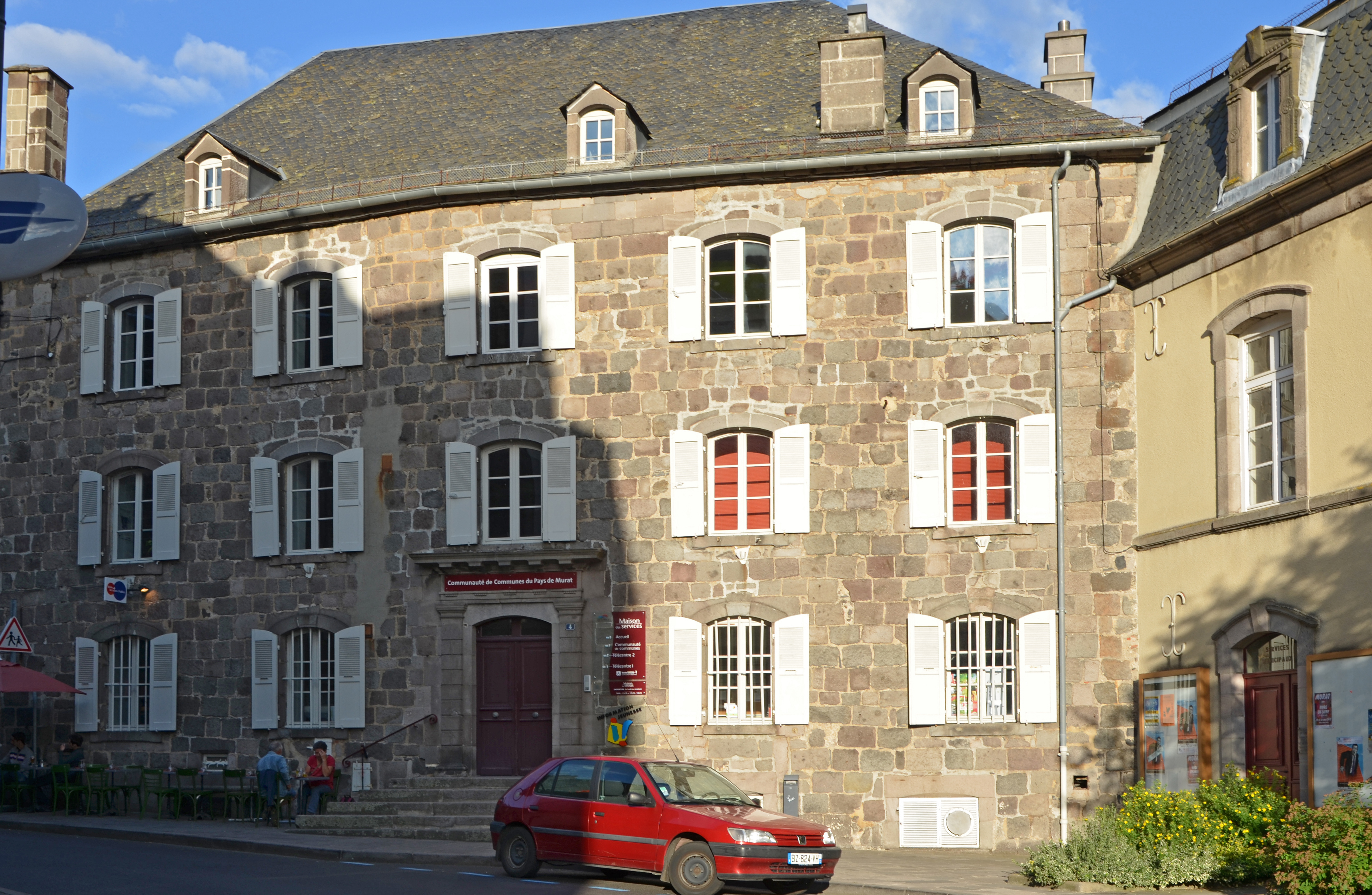
Ancien tribunal.
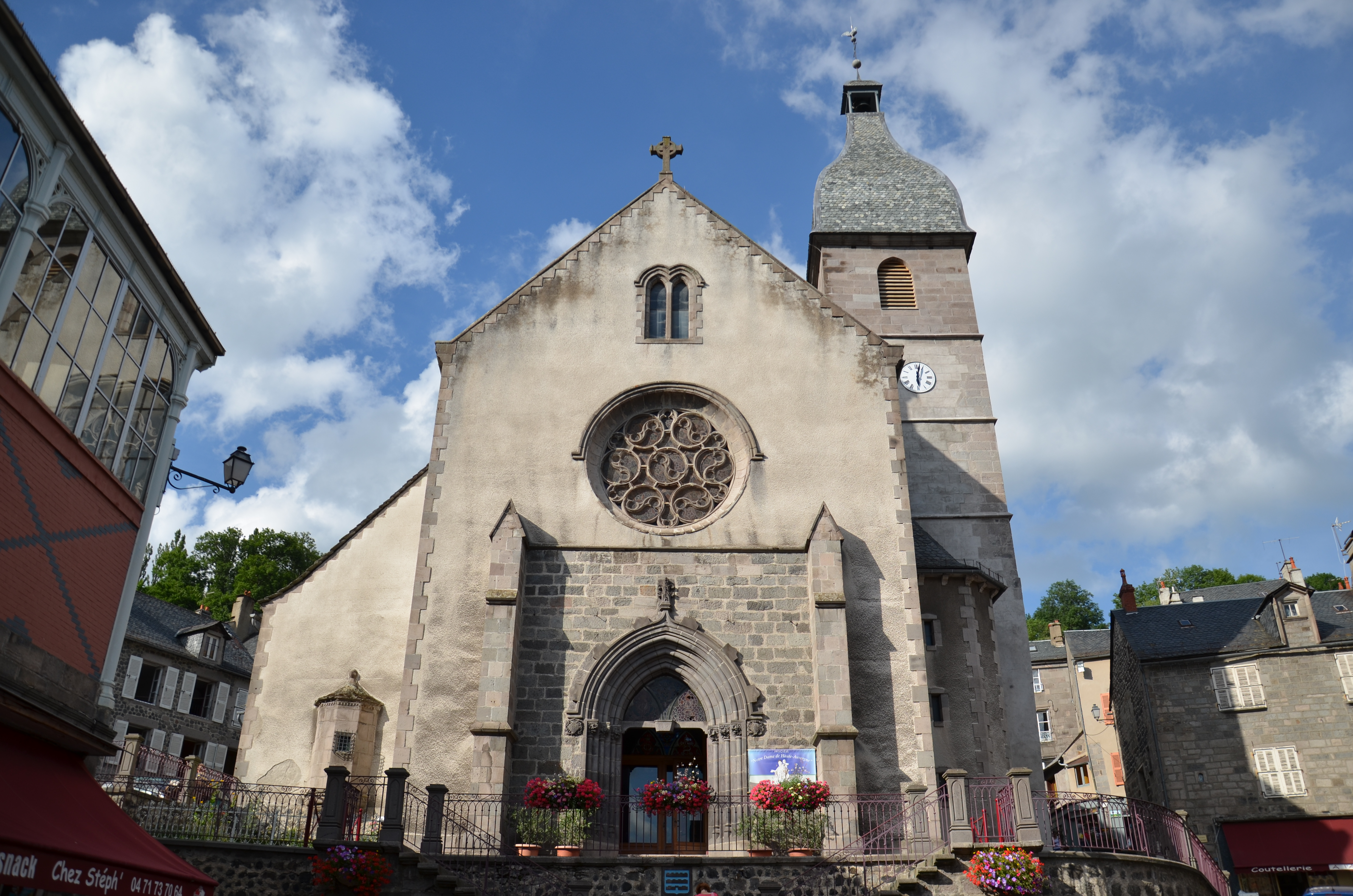
Collégiale Notre-Dame.
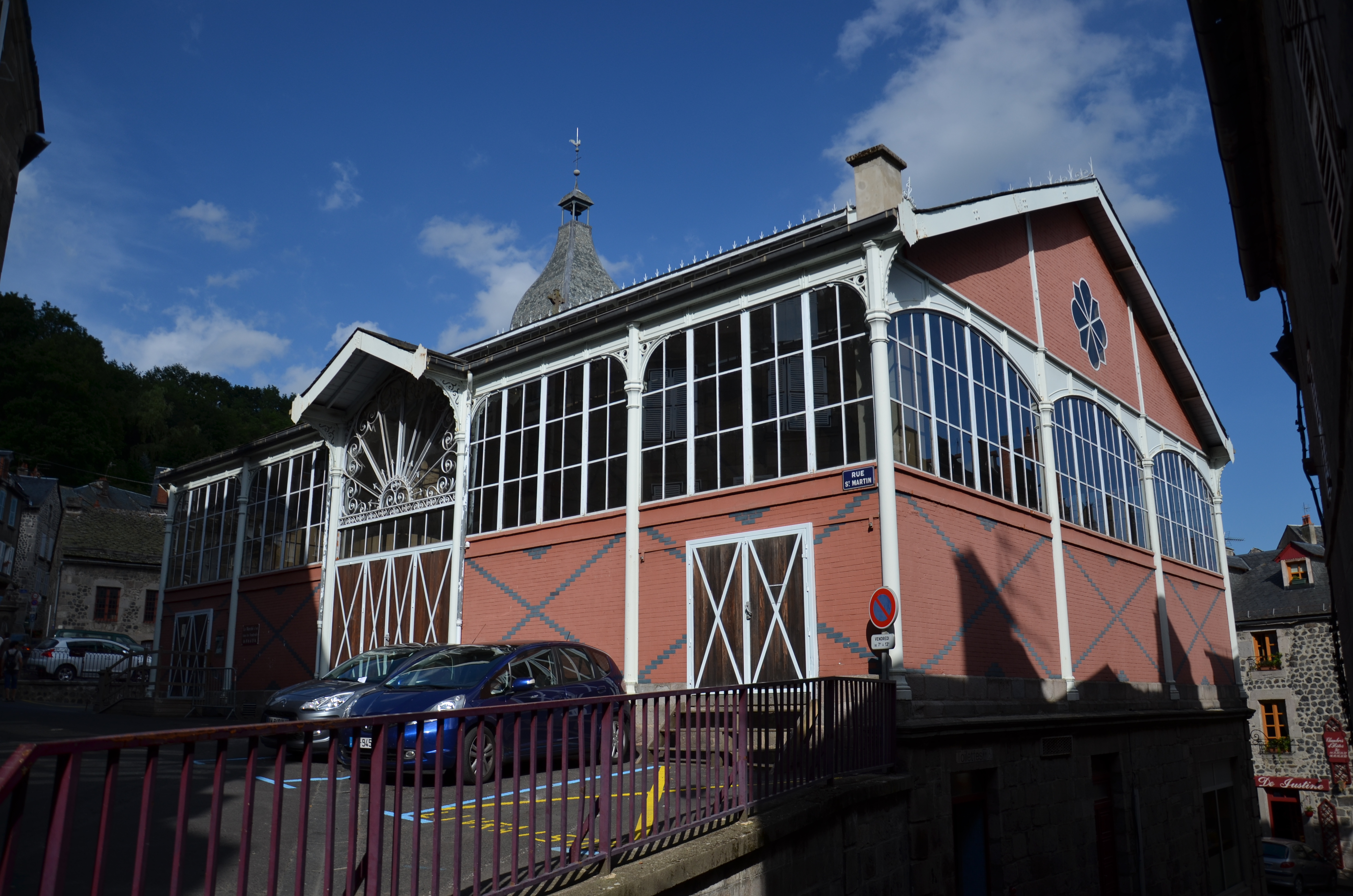
Les Halles.
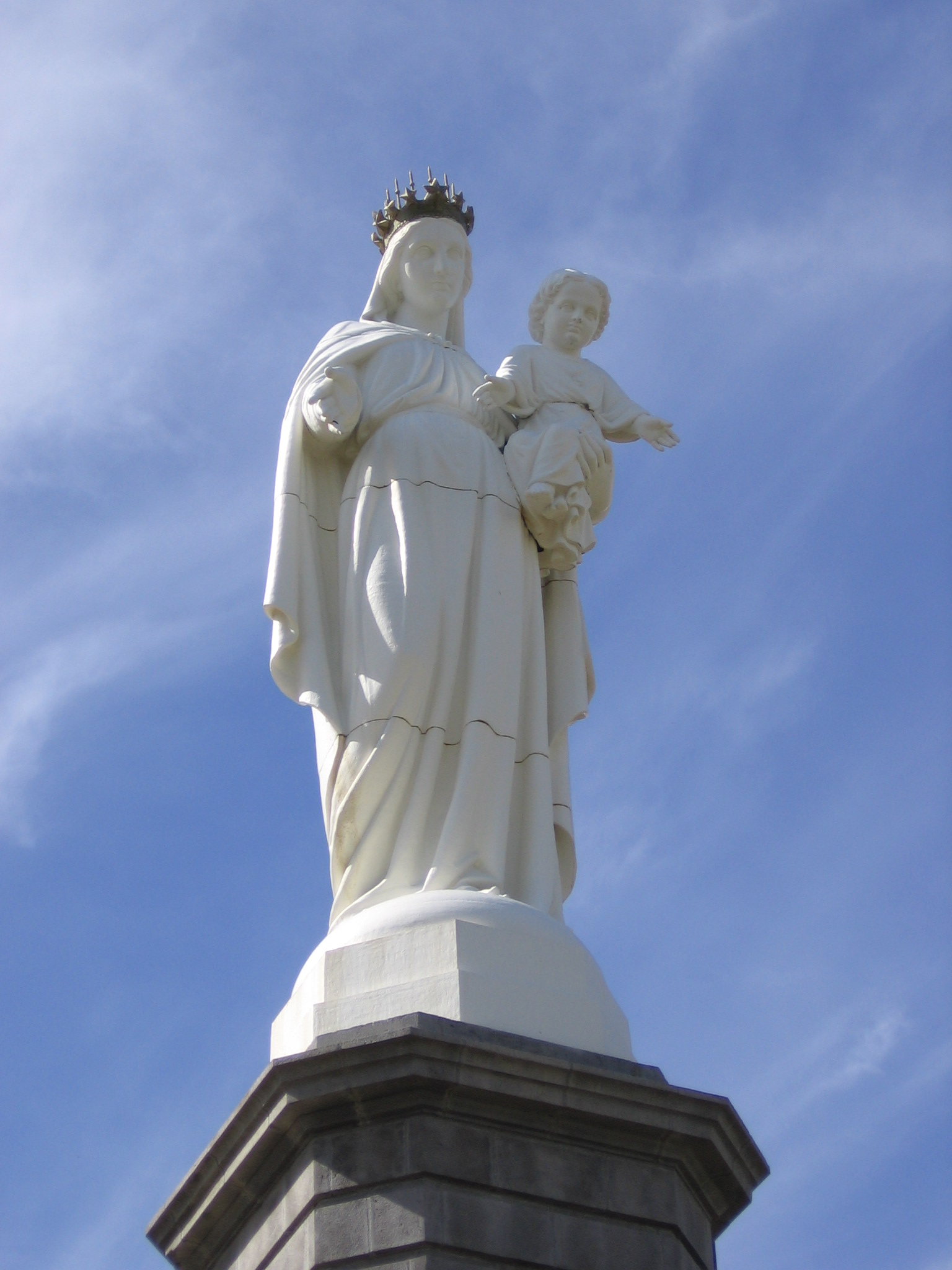
Notre-Dame-de-la-Haute-Auvergne.
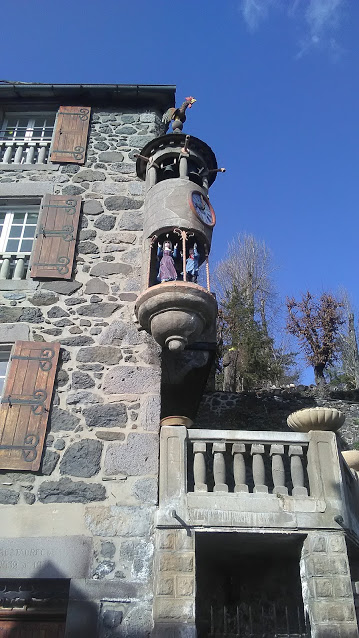
Jacquemart de la maison Gaudron.

#### Aux environs
- Le rocher de Bonnevie et ses orgues basaltiques (les plus fines d'Europe[réf. souhaitée]) domine de 140 mètres la ville. Il y a été édifié en 1878 une statue en fonte de la  sainte Vierge, Notre-Dame-de-la-Haute-Auvergne, de 14 mètres de haut (piédestal 6 m, vierge  8 m) et d'un poids de 1 378 T, érigée à l'emplacement de l'ancien château des vicomtes de Murat, détruit sur ordre de Richelieu[25]. Cet édifice comprenait 3 enceintes et était entouré de fossés. Aujourd'hui, il n'en reste plus rien et on n'en possède qu'une description, faite en 1633. Le château était très sûr, et dans toute son histoire, il ne fut pris que 2 fois : en 1380, alors que le vicomte et son armée furent attaqués en rase campagne et qu'il ne restait au château que des domestiques ; et en 1414 les assaillants ayant reçu le renfort de la population de Murat qui s'était révoltée contre le vicomte. Les Anglais, venus piller Murat en 1357, ont essayé en vain de prendre le château. S'ils y étaient parvenus, ils se seraient rendus maîtres de toute la région, car ils avaient pris tous les autres châteaux environnants. Sur l'ordre de Richelieu, la démolition de l'édifice commença le 18 octobre 1633 et fut achevée en avril 1634. Le travail a été tellement exécuté  que les fondations ne sont plus visibles.
- Le château d'Anterroches[26], qui a donné son nom à un rameau de la famille de Traverse qui est éteinte. Éléments d'architecture gothique à tourelles et mâchicoulis, fortement remanié dans le style troubadour.

#### Trains touristiques
Plusieurs trains touristiques desservent Murat :
- Le Train touristique Garabit est un circuit touristique au départ d'Aurillac et de Vic-sur-Cère qui est commenté et qui reprend l'ancienne ligne d'Aurillac à Saint-Flour en passant par le tunnel ferroviaire du Lioran, Murat et le viaduc de Garabit[27].
- Tour du Cantal en train
- Gentiane express

#### Cornet de Murat

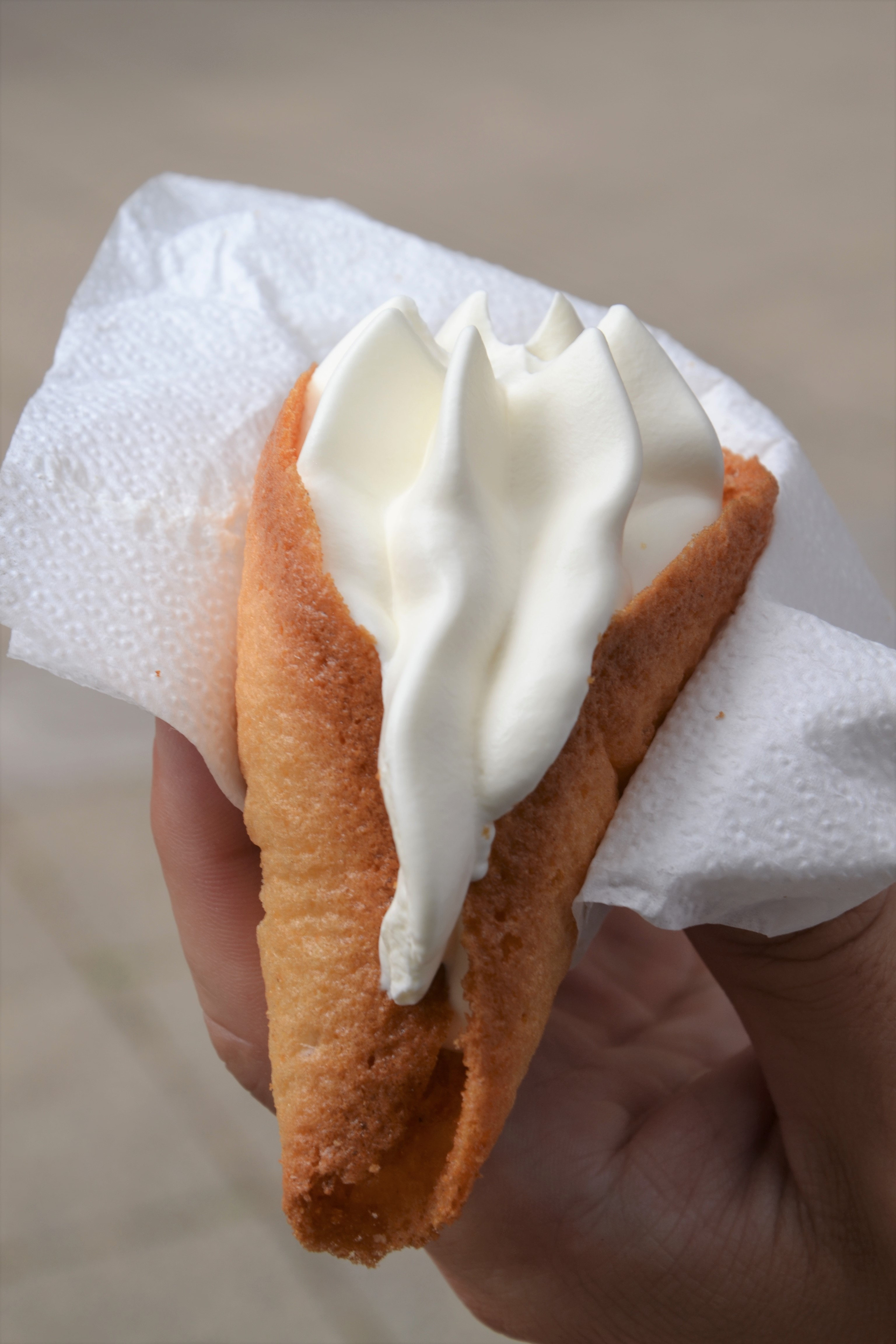
Cornet de Murat.

La commune a comme spécialité le cornet de Murat, biscuit roulé à la main en forme de cornes, garni de fromage blanc soufflé à la chantilly.

### Personnalités liées à la commune
- Marcelline Pauper (1666-1708), fondatrice de la maison des sœurs de la Charité de Nevers à Murat en 1696.
- Joseph Charles Alexandre de Traverse, comte d'Anteroches a été célèbre pour ses paroles adressées aux Anglais à la bataille de Fontenoy, le 11 mai 1745: "Messieurs les Anglais, tirez les premiers", et à Maastricht en 1748 avec son "imprenable, ce mot n'est pas français".
- François Teillard (1739-?), homme politique, député du Cantal de 1791 à 1792.
- Louis Félix Dubois-Dufer (1787-1874), homme politique, député du Cantal en 1815 pendant les Cent-Jours.
- Jean-François Teillard-Nozerolles (1800-1844), homme politique, député du Cantal de 1830 à 1844.
- André Theilhard-Latérisse (1811-1869), homme politique, député du Cantal de 1848 à 1851.
- Gabriel Peschaud (1861-1928), homme politique né et décédé à Murat, maire de Murat, député du Cantal puis sénateur de 1912 à 1921.
- Jean-Baptiste Pagès-Allary (Murat 1863), géologue, archéologue.
- Camille Gandilhon Gens d'Armes (1871), poète, la ville l'a honoré en donnant son nom à une place située au cœur de la vieille ville (anciennement "place des Bouchers " que le poète avait pourtant écorché en un sonnet coloré " Les bouchers de Murat"
- Renée Mortier (1883-1937), née sur la commune, pionnière du sport féminin
- Émile Daubé (1885-1961), artiste peintre, verrier;, mosaïste enseignant fondateur et conservateur du Musée de Saint-Brieuc
- Jean Mathé (1886-1944), syndicaliste
- Raël (Claude Vorilhon), par sa grand-mère Germaine Vorilhon, née Vaurs le 17/07/1895 et mariée le 21/11/1913 à Murat
- André Meynier (1901-1983), géographe et son épouse Yvonne Meynier, (1908-1995), écrivain, avaient une maison à Murat avant la guerre de 1939
- Le compositeur Emile Goué (1904-1946) y écrivit sa célèbre "Barcarolle" en août 1924.
- Philippe Marcombes (1877 - 1935), homme politique radical-socialiste.
- Fernand Talandier (1872 - 1947), homme politique, ancien député radical indépendant
- Henri de Castellane (1814 - 1847), homme politique, ancien député libéral, son petit-fils Boniface de Castellane (1867-1932)[29]  épousera Anna Gould et fera construire le Palais Rose de l'avenue Foch à Paris
- Hugo Geissler, (1908-1944) est, durant la Seconde Guerre mondiale, un capitaine SS, chef de la police du parti nazi à Vichy.
- Raymond Léopold Bruckberger (1907-1998), prêtre et écrivain, à l'origine de Dialogue des carmélites de Bernanos, né à Murat.
- Olivier Magne, international de rugby, né à Aurillac en 1973, a passé plusieurs années au collège de Murat.

### Littérature
- Patrick Cabanel & Mona Ozouf (préf.) : "Chère Mademoiselle..." : Alice Ferrières et les enfants cachés de Murat 1941 - 1944. Calmann-Lévy, Paris 2010  (ISBN 9782702139783)[30],[Note 2].

### Films
- L'Enfer (1964), réalisé par Henri-Georges Clouzot avec Romy Schneider
- La Cité de l'indicible Peur (1964), réalisé par Jean-Pierre Mocky avec Bourvil
- L'Extraterrestre (2000), réalisé par Didier Bourdon.

### Héraldique
|  | La commune de Murat porte (dessin de gauche) : - « D'azur à trois murs en fasces d'argent, maçonnés de sable, le premier crénelé de cinq pièces, le deuxième de quatre, le troisième de trois, et ouvert du champ. » - Armes parlantes. Malte-Brun, dans la France illustrée (1882), donne ceci (dessin de droite) : - « D'azur, à la tour donjonnée de trois pièces d'argent, ajourée et maçonnée de sable. » Il s'agit probablement de l'ancien blason enregistré par D'Hozier. |